# Populus rotundifolia
Populus rotundifolia là một loài thực vật có hoa trong họ Liễu. Loài này được Griff. miêu tả khoa học đầu tiên năm 1854.